# Дегтярёв, Александр Николаевич
Алекса́ндр Никола́евич Дегтярёв (род. 8 апреля 1952) — российский учёный и политик, кандидат технических наук (1985), доктор экономических наук (2002), профессор, академик Российской академии естественных наук, член-корреспондент Академии наук Республики Башкортостан, действительный член Петровской академии наук и искусств, бывший председатель Комитета Государственной Думы по образованию. Заслуженный деятель науки Республики Башкортостан.

## Биография
Александр Николаевич Дегтярёв родился 8 апреля 1952 года в деревне Старопетрово Бирского района Башкирской АССР в семье учителей.
В 1968 году окончил с золотой медалью школу и поступил в Уфимский авиационный институт на факультет «Авиадвигатели». После окончания УАИ в 1973 году остался на комсомольской работе в вузе секретарем парткома, инженером НИС.
В 1985 году Александр Николаевич защитил диссертацию на соискание учёной степени кандидата технических наук, в 2001 году — докторскую диссертацию на соискание учёной степени доктора экономических наук на тему «Институциональные основы развития малого предпринимательства в XIX—XX вв». (На примере Башкирии).
С 1987 по 1990 год работал старшим преподавателем, доцентом УАИ, заместителем заведующего отделом науки и образования Башкирского обкома партии.
В 1990 году А. Н. Дегтярёв — директор Уфимского филиала московского технологического института, позже преобразованного в Уфимскую государственную академию экономики и сервиса (УГАЭС).
В 1987—1990 годы он — заместитель заведующего отделом науки и образования, заместитель заведующего идеологическим отделом Башкирского обкома КПСС; в 1990—2011 годы — ректор Уфимской государственной академии экономики и сервиса, заведующий кафедрой «Экономическая теория и мировая экономика».
Депутат Государственного Собрания — Курултая Республики Башкортостан третьего созыва (2003—2008 гг.), четвёртого созыва (2008—2012).
В 2011 году А. Н. Дегтярёв избран депутатом Государственной Думы Федерального собрания Российской Федерации VI созыва. Председатель Комитета ГД по образованию, член фракции «Единая Россия».
19 марта 2013 года избран председателем комиссии Гос. Думы по этике, после ухода из Государственной Думы Владимира Пехтина. Так как по регламенту Думы депутат не может занимать две руководящие должности, покинул пост председателя Комитета Госдумы по образованию.
В октябре 2014 года назначен исполняющим обязанности ректора Уфимского государственного авиационного технического университета. Проиграл выборы ректора 27 апреля 2015 года.
Является заместителем секретаря политсовета Башкортостанского регионального отделения Всероссийской политической партии «Единая Россия», руководителем региональной общественной приёмной председателя партии «Единая Россия» в Республике Башкортостан.
Александр Николаевич Дегтярёв — автор около 130 научных трудов, включая 15 монографий, 13 учебных пособий.

### Личная жизнь
Женат, имеет четверых детей.
Жена Ленара Ринатовна Дегтярёва (урожд. Файзуллина).
Дети: Кирилл, (1987 — 01.07.2002) — погиб в авиакатастрофе над Боденским озером Эдуард, (род. 1998), Филипп (род. 2002), Саида, (род. 2004), Арианна (род. 2009).
Хобби — рыбалка, ландшафтный дизайн.

## Критика
20 марта 2013 года газета Ведомости сообщила о том, что во время ректорства в Уфимском госуниверситете экономики и сервиса Дегтярёв совмещал преподавательскую деятельность с туристическим бизнесом.
В 2009 году Дегтярёв владел уфимской туристической фирмой ООО «Золотое кольцо», с декабря 2011 года её собственником является супруга Дегтярёва — Ленара, которая сейчас числится помощником Дегтярёва в Госдуме.
Турфирма получала мелкие госконтракты от Уфимского госуниверситета экономики и сервиса в 2011 г., когда Дегтярёв ещё был ректором, и после, когда он стал депутатом. После того как Дегтярёв ушёл в депутаты, в 2012 г. помимо путевок в санаторий турфирма поставила госуниверситету плазменную панель, водонагреватель, автоматическую хлебопекарню, овощерезку и прочую бытовую технику на сумму больше полумиллиона рублей.

## Награды и звания
- Заслуженный деятель науки Республики Башкортостан (2002).
- Почетный работник высшего профессионального образования Российской Федерации — за заслуги в области образования (2002).
- Почетный знак «За заслуги перед городом Уфой» (2002).
- Медаль Президента РФ «За заслуги в проведении Всероссийской переписи населения» (2002).
- Почётная грамота Государственного Собрания — Курултая Республики Башкортостан (2007).
- Орден Дружбы народов (2012).
- Благодарность Президента Российской Федерации (2014)[4].